# 罗卡巴尔贝纳旧堡
罗卡巴尔贝纳旧堡（義大利語：Castelvecchio di Rocca Barbena），是意大利利古里亚大区萨沃纳省的一个市镇。总面积16.68平方公里，人口179人，人口密度10.7人/平方公里（2009年）。ISTAT代码为009021。